# Johann Kalliauer

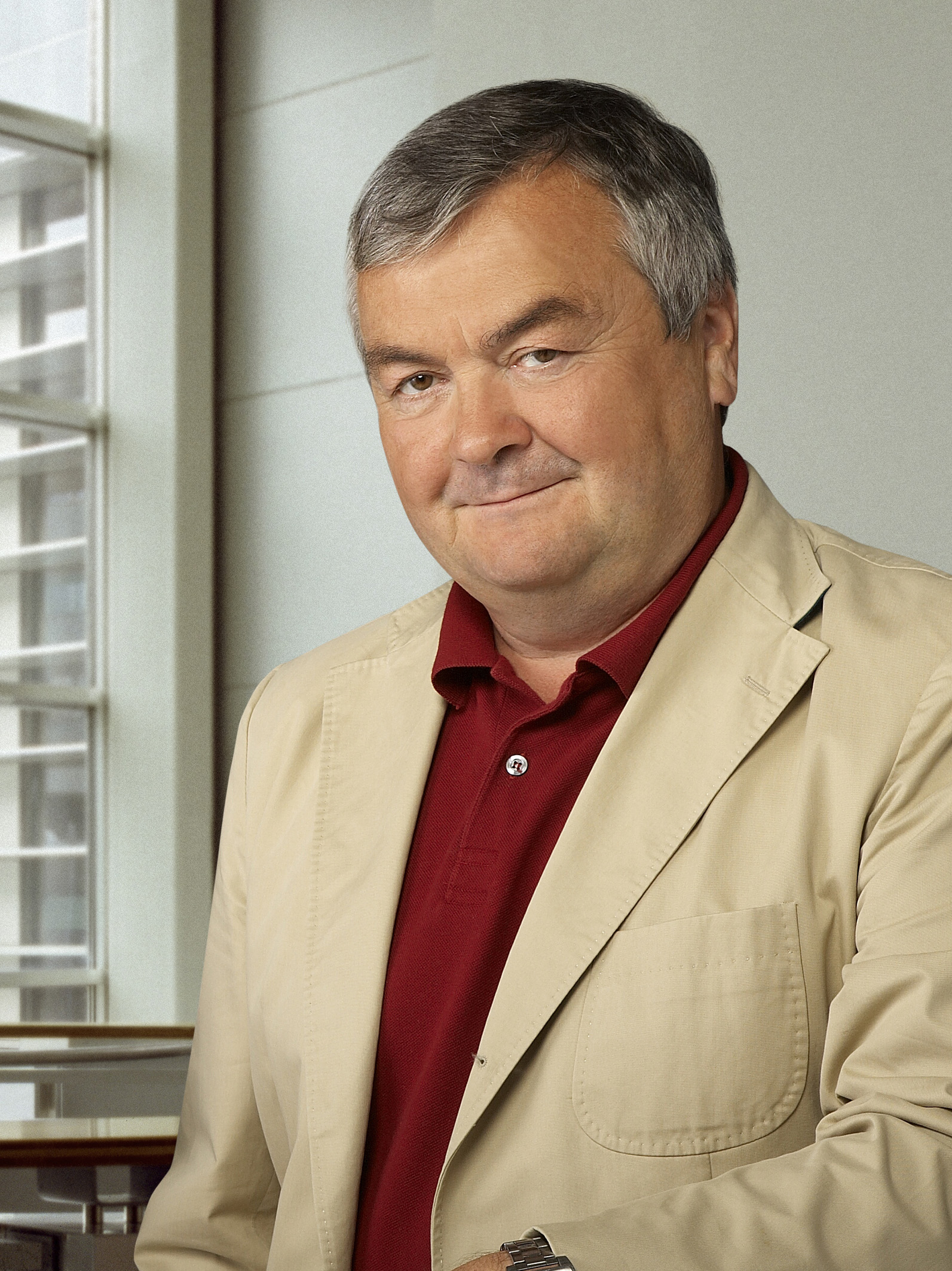
Johann Kalliauer 2009

Johann Kalliauer (* 26. Februar 1953 in Wels) ist ein österreichischer Gewerkschaftsfunktionär und Sozialdemokrat. Von 2003 bis November 2021 war er Präsident der Arbeiterkammer Oberösterreich. Seit November 2023 ist er Teil des Vereinsvorstandes des Bundesligisten FC Blau-Weiß Linz.

## Leben
Johann Kalliauer wurde als Sohn eines Eisenbahners und einer Verkäuferin geboren. Er lebt noch heute mit seiner Familie in seinem Elternhaus, ist verheiratet und hat zwei erwachsene Kinder.
Auf Empfehlung seiner Lehrer wechselte Johann Kalliauer nach nur einem Jahr Hauptschule ins Gymnasium und maturierte 1971. Schon am Gymnasium engagierte er sich politisch und wurde zum Schulsprecher gewählt. Nach der Matura studierte Kalliauer an der JKU in Linz, sein Jus-Studium schloss er mit dem Doktortitel ab. Er selbst sieht sich damit als Nutznießer jener Bildungsoffensive, mit der der sozialdemokratische Bundeskanzler Bruno Kreisky höhere Bildung für Kinder aus Arbeiterhaushalten möglich machte.

## Berufslaufbahn
Nach Ende des Studiums wurde Johann Kalliauer von Fritz Freyschlag, dem Präsidenten der Arbeiterkammer Oberösterreich und Landessekretär der Gewerkschaft der Privatangestellten (GPA), zur Gewerkschaft geholt, Kalliauer leitete in Folge die Rechtsabteilung der GPA und kämpfte in dieser Funktion vor Gericht und außerhalb davon für die Rechte der Angestellten. Nach über zehn Jahren als Leiter der Rechtsabteilung wurde er 1999 Landessekretär der GPA.
Seit 1982 ist Johann Kalliauer in der Arbeiterkammer Oberösterreich aktiv, zunächst als sozialdemokratischer Kammerrat, später als Vizepräsident. Im Oktober 2003 wurde er als Nachfolger von Hubert Wipplinger zum Präsidenten der Arbeiterkammer Oberösterreich gewählt. Er ist darüber hinaus Vizepräsident der Bundesarbeitskammer, im September 2009 wurde er zum Vorsitzenden der Fraktion Sozialdemokratischer Gewerkschafter (FSG) in der Bundesarbeitskammer bestimmt.
Am 16. Jänner 2016 wurde er zum Vorsitzenden der SPÖ Oberösterreich gewählt. Nach kurzer Amtszeit übergab er am 18. Juni 2016 den Vorsitz an Birgit Gerstorfer.
Am 7. September 2016 wurde Johann Kalliauer das Große Goldene Ehrenzeichen für Verdienste um die Republik verliehen.
Im Oktober 2021 wurde Andreas Stangl vom Präsidium der sozialdemokratischen Gewerkschafter als Nachfolger von AK-Präsident Johann Kalliauer vorgeschlagen. Die Wahl von Stangl erfolgte im November 2021.

## Zentrale politische Forderungen
- „Zehn Prozent der Bevölkerung besitzen zwei Drittel des Vermögens, die restlichen 90 Prozent der Bevölkerung müssen sich das restliche Drittel teilen. Da ist es wohl nur gerecht, wenn auch die zehn Prozent "Reichen" einen Beitrag für die Gesellschaft leisten!“
- „Die Menschen brauchen Arbeit. Arbeit, von der sie leben können. Ebenso brauchen die Menschen Sicherheit: Sicherheit im Krankheitsfall, Sicherheit im Alter und Sicherheit im Fall von Arbeitslosigkeit.“
- „Wenn Frauengleichstellung nicht nur in Sonntagsreden gepredigt wird, sondern wirklich ein ernstes Anliegen ist, kann der öffentliche Sektor mit gutem Beispiel vorangehen. Kein öffentlicher Auftrag, keine Förderung – wenn kein Frauenförderprogramm im Betrieb existiert und gelebt wird.“
- „Es genügt nicht, Lehrlingsland Nummer 1 zu sein – Oberösterreich muss Bildungsland Nummer 1 werden.“
- „Zweisprachige Schulen für Migrantinnen und Migranten sollen deren Chance verbessern und der heimischen Wirtschaft helfen.“
- „Die Zwei-Klassenmedizin muss durchbrochen werden. Alle haben ein Recht auf gleiche Behandlungen.“
- „Die Pendler müssen entlastet werden. Bessere öffentliche Verkehrsmittel sind ein Wunsch der Pendlerinnen und Pendler, daher ist eine Umsetzung dringend erforderlich.“